# 小行星1936
小行星1936（1936 Lugano）是一颗围绕太阳公转的小行星。1973年11月24日，保羅·維爾特在齐美尔瓦尔德发现了此天体。
該小行星以瑞士的城市盧加諾命名。
这颗小行星的绝对星等为254.75418等。